# Francisca Lewin
María Francisca Lewin Castellano (Santiago, 26 de septiembre de 1980) es una actriz chilena de teatro, cine y televisión.

## Biografía
Nació el 26 de septiembre de 1980 en Santiago. Hija de Ángela Castellano Salas; enfermera, magister en epidemiología y académica. Tiene tres hermanos, Ángela, Pablo y Catalina.
Realizó estudios superiores de Artes escénicas en la Facultad de Artes de la Pontificia Universidad Católica de Chile (PUC), titulándose como actriz en octubre de 2002, con el montaje Hombre pobre todo es trazas, de Pedro Calderón de la Barca. En 2009 inició un magíster en Letras con Mención en Literatura en la misma casa de estudios.

## Carrera
Un año después de egresada, logró un papel protagónico en la telenovela juvenil de TVN llamada 16. Posteriormente graba la secuela de dicha producción llamada 17.
En 2005, se integra al elenco actoral del primer semestre en TVN, para personificar a Doménica Capo en la teleserie de inmigrantes italianos Los Capo. Ganó el Premio APES como "Mejor Actriz de Reparto".
También ese año actuó en la película Se arrienda de Alberto Fuguet en el papel protagónico junto al actor Luciano Cruz-Coke. La película se estrenó a principios de octubre de 2005 en el Festival de Cine de Valdivia.
Cuando Francisca vio la película en Valdivia, dijo en el matinal de Canal 13 Viva la mañana, en su sección de farándula, Alfombra roja:

La primera vez que vi la película completa fue en Valdivia, pero sólo me dediqué a analizarla. La segunda vez fue diferente y la disfruté. Seguí la historia de Luciano (Cruz Coke, protagonista del filme), todo lo que le pasaba a él, y me gustó mucho",

La consagración en telenovelas la consigue en 2006, interpretando a la ambiciosa Andrea Riquelme en la exitosa Cómplices, un papel que saca a Lewin de sus anteriores papeles de muchacha "tierna".

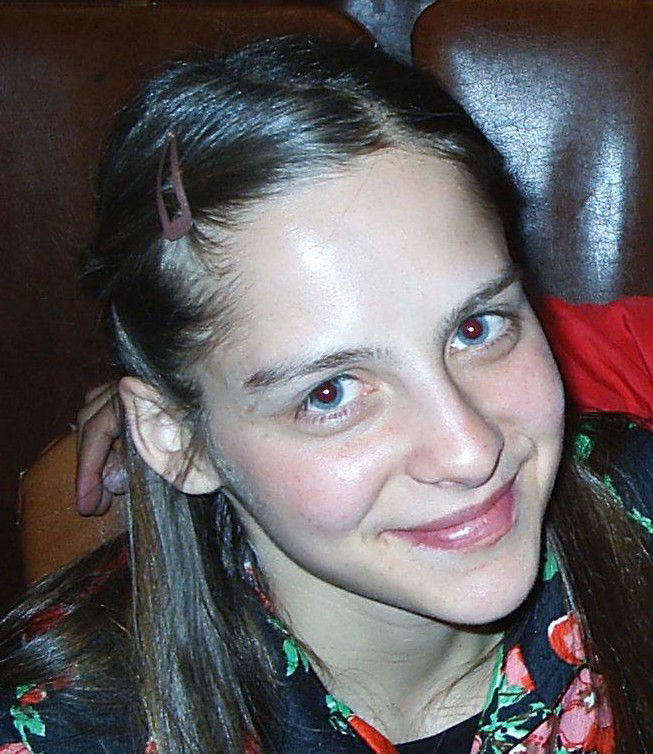
Francisca Lewin en un festival de cortometrajes en Punta Arenas.

En 2007, salió al aire fundamentalmente en tres proyectos televisivos del canal estatal: Corazón de María, la telenovela del primer semestre, donde Lewin fue una joven trasplantada, Elisa, que tiene una historia familiar complicada; Mi primera vez, una serie de antología que gira en torno a la pérdida de la virginidad de sus protagonistas. En esta, Francisca aparece en el capítulo titulado "Gonzalo", donde el protagonista, interpretado por Matías Oviedo, es un colegial virgen que trata de persuadir a su novia (Lewin), también virgen, para tener sexo. Finalmente, apareció en el sitcom Hotel para dos, dirigido por Nicolás Acuña, donde era una adolescente "perna" que hereda un hotel, junto a su madre, su hermanastra y la madre de esta última.
En 2008, integra el elenco de la telenovela Viuda alegre, donde interpreta el rol de Javiera Balmaceda y Sabina Díaz.
El 18 de junio de 2009 se estrenó en cines la película Teresa, que protagoniza Lewin y dirige Tatiana Gaviola. En el mismo año Francisca protagoniza junto a Álvaro Rudolphy la teleserie nocturna Conde Vrolok, interpretando a Emilia Verdugo.
En 2010 protagonizó La familia de al lado, producción en la cual le dio vida a Carola Fabres, la oveja negra de la familia Fabres y vive a la sombra de su hermana mayor, Ignacia. “Los papás no tratan bien a Carola,  no como a Ignacia que siempre ha sido la favorita. Por eso ella se rebela y se refugia en el alcohol y las drogas”, explica Francisca.
En 2011 se dedica de lleno al teatro en la obra de Guillermo Calderón Villa+Discurso y el 2012 participó en el largometraje Educación física con Pablo Cerda.
En 2014 Lewin consiguió afianzarse aún más en su ascenso profesional con Las 2 Carolinas, dirigida por Vicente Sabatini. El papel de Carolina Salazar, la joven inocente que llega a Las Condes para trabajar como asistente personal de la voraz e implacable propietaria de una tienda de modas Sofia Parker (Claudia Di Girolamo), resultó perfecto para el aire genuino de los ojos y sonrisa de Lewin.
En 2024, Francisca Lewin obtuvo el papel protagónico de María Carolina Geel, en la película El lugar de la otra, dirigida por Maite Alberdi. Por su desempeño, recibió una nominación a la Mejor interpretación femenina de reparto en los Premios Platino (España).

## Publicidad
Durante 2006, Francisca Lewin también ha incursionado en el área de la publicidad, siendo uno de los principales rostros de la multitienda Ripley. En 2007, Lewin fue contratada por Ingesa S.A. para ser el rostro de las zapatillas Skechers, lugar que antes ocupara la actriz Carolina Varleta. El gerente de Ingesa S.A. comentó que Lewin fue elegida debido a que es "talentosa, carismática, que despierta gran simpatía entre la juventud. Es cercana a la gente, sencilla y alejada de la farándula".

## Filmografía
| Año  | Título                     | Rol                 | Director              | Ref.   |
| ---- | -------------------------- | ------------------- | --------------------- | ------ |
| 2005 | Se arrienda                | Elisa               | Alberto Fuguet        |        |
| 2009 | Teresa                     | Teresa Wilms Montt  | Tatiana Gaviola       | [ 11 ] |
| 2010 | Velódromo                  | Claudia Santa Ana   | Alberto Fuguet        |        |
| 2011 | Quiero entrar              |                     | Roberto Farías        |        |
| 2012 | Educación física           | Emiliana            | Pablo Cerda           |        |
| 2012 | Réquiem                    | Margarita           | Camilo Chicahuale     |        |
| 2013 | Agua                       | Malena              | Álvaro Rudolphy       |        |
| 2015 | Replicas                   | Catalina            | Diego Gonzalez Durney |        |
| 2015 | Vida sexual de las plantas | Bárbara             | Sebastián Brahm       |        |
| 2023 | Vivir al revés             |                     | Mauricio Álamo        | [ 12 ] |
| 2024 | El lugar de la otra        | María Carolina Geel | Maite Alberdi         | [ 8 ]  |

| Año  | Título       | Rol      | Director       | Ref. |
| ---- | ------------ | -------- | -------------- | ---- |
| 2004 | Rock         |          | Matías Cruz    |      |
| 2004 | Crescendo    | Estela   | Carlos Toro    |      |
| 2014 | No me toques | Yezarela | Mauricio Bravo |      |

## Televisión
| Año  | Título                | Papel                         | Notas                       |
| ---- | --------------------- | ----------------------------- | --------------------------- |
| 2003 | 16                    | Magdalena Arias               | Protagonista; 98 episodios  |
| 2004 | 17                    | Magdalena Arias               | Protagonista; 93 episodios  |
| 2005 | Los Capo              | Doménica Capo                 | Protagonista; 124 episodios |
| 2006 | Cómplices             | Andrea Riquelme               | Protagonista; 155 episodios |
| 2007 | Corazón de María      | Elisa Lamarca                 | Protagonista; 122 episodios |
| 2008 | Viuda Alegre          | Javiera Balmaceda/Sabina Díaz | Elenco principal            |
| 2009 | Conde Vrolok          | Emilia Verdugo                | Protagonista; 104 episodios |
| 2010 | La familia de al lado | Carolina Fabres               | Protagonista; 125 episodios |
| 2013 | Secretos en el jardín | Raquel Lastra                 | Elenco principal            |
| 2014 | Las 2 Carolinas       | Carolina Salazar              | Protagonista; 136 episodios |

| Año  | Título                         | Papel            | Notas                        |
| ---- | ------------------------------ | ---------------- | ---------------------------- |
| 2001 | Enigma                         | Cecilia Herrera  | Protagonista; Trágico agosto |
| 2002 | Cuentos de mujeres             | Camila           | Protagonista; Camila         |
| 2003 | Mea culpa                      | Viviana Garay    | Episodio: El taxi            |
| 2006 | Tiempo final                   | Karina           | Episodio: ¿?                 |
| 2007 | Mi primera vez                 | Carolina         | Episodio: Gonzalo            |
| 2007 | Hotel para dos                 | Paula Plaza      | Protagonista; 12 episodios   |
| 2017 | Ramona                         | Soledad Ortúzar  | Elenco principal             |
| 2018 | Martín, el hombre y la leyenda | Mireya Inostroza | Protagonista; 4 episodios    |
| 2021 | No nos quieren ver             | Colomba Ulloa    | Protagonista; 8 episodios    |

#### Programas
- 2014 - LV Festival Internacional de la Canción de Viña del Mar (Chilevisión) - Jurado internacional

## Teatro
| Año     | Obra                                | Autor                 | Personaje | Teatro               | Ref.   |
| ------- | ----------------------------------- | --------------------- | --------- | -------------------- | ------ |
| 2002    | Hombre pobre todo es trazas         |                       |           |                      |        |
| 2002    | Romeo y Julieta                     | William Shakespeare   | Julieta   |                      |        |
| 2003    | El enemigo del pueblo               | Henrik Ibsen          | Petra     | Teatro Tobalaba      |        |
| 2006    | Una mirada desde el puente          | Arthur Miller         | Catherine | Teatro del Parque    | [ 23 ] |
| 2007    | Todo es distinto de cómo tú piensas | Carlos Fernández Shaw |           |                      |        |
| 2008-09 | Clase                               | Guillermo Calderón    |           | Centro Mori          | [ 24 ] |
| 2009    | Las tres hermanas                   | Antón Chéjov          | Irina     | Teatro de la Palabra |        |
| 2011    | Villa+Discurso                      | Guillermo Calderón    |           | Teatro UC            |        |
| 2013    | Escuela                             | Guillermo Calderón    |           | Teatro UC            |        |
| 2016    | Un cuento de navidad                | Álvaro Viguera        | Belle     |                      |        |
| 2019    | Dragón                              | Guillermo Calderón    |           | Teatro UC            |        |

## Premios y nominaciones
| Año  | Premio           | Categoría                                | Producción                 | Resultado | Ref.  |
| ---- | ---------------- | ---------------------------------------- | -------------------------- | --------- | ----- |
| 2004 | Premio APES      | Mejor proyección actoral en televisión   | 16                         | Nominada  |       |
| 2005 | Premio APES      | Mejor actriz de reparto en televisión    | Los Capo                   | Ganadora  |       |
| 2006 | Reina Guachaca   | Personaje femenino más popular           | Cómplices                  | Nominada  |       |
| 2006 | Premio Altazor   | Mejor actriz de cine                     | Se arrienda                | Nominada  |       |
| 2009 | Premio Altazor   | Mejor actriz de teatro                   | Clase                      | Nominada  |       |
| 2017 | Premios Caleuche | Mejor actriz protagónica de cine         | Vida sexual de las plantas | Nominada  |       |
| 2025 | Premios Platino  | Mejor interpretación femenina de reparto | El lugar de la otra        | Candidata | [ 9 ] |